# Castelo de Deganwy

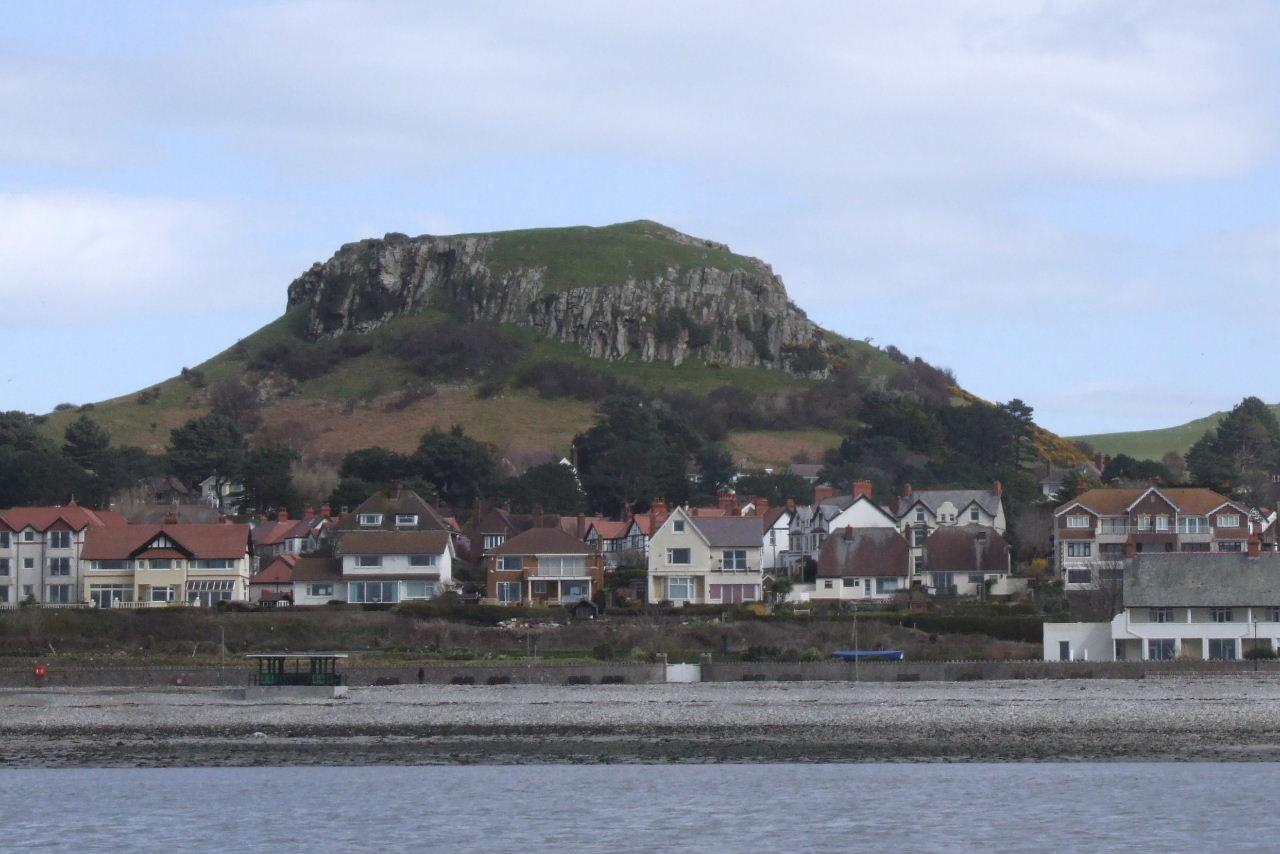
Castelo Deganwy, com a vila no sopé, País de Gales.

O Castelo Deganwy (em língua inglesa Deganwy Castle) é um castelo atualmente em ruínas localizado em Conwy, Conwy, País de Gales. 
Encontra-se classificado no grau "I" do "listed building" desde 23 de setembro de 1950.